# Netzwerkdienst
Ein Netzwerkdienst ist eine abstrahierte Funktion, die von einem Computernetzwerk den Anwendern bzw. teilnehmenden Geräten bereitgestellt wird. Der Fokus liegt dabei darauf, dass ein  Dienst eine in sich geschlossene Funktionskomponente aus Anwendersicht darstellt, diese Funktion kann technisch über eines oder auch mehrere Netzwerkprotokolle der Anwendungsschicht realisiert werden. So ist beispielsweise das World Wide Web ein Dienst, den das Internet bereitstellt; dieser Dienst wird technisch über das Netzwerkprotokoll Hypertext Transfer Protocol realisiert.
Netzwerkdiensten ist gemeinsam, dass vorhandene Ressourcen gemeinsam genutzt werden. Bei vielen Systemen werden von Service-Anbietern so genannte Dienste angeboten, die andere Arbeitsstationen nutzen können, um auf die Ressourcen zuzugreifen. Diejenigen, die diese unterschiedlichen Dienste anfordern und benutzen, nennt man Service-Kunden.
Grundsätzlich kann man verschiedene Arbeitsweisen eines Netzwerkbetriebssystems unterscheiden:
- Server-zentrische Netzwerke
- Peer-to-Peer-Netzwerke

## Netzwerkdienste im Überblick
Welche Dienste im Netzwerk vorhanden sind und wie sie genutzt werden, hängt davon ab, welches Netzwerkbetriebssystem eingesetzt wird.
Netzwerkdienste mit Protokollbeispielen für grundlegende Funktionen in Netzwerken:
- Adressierung: DHCP
- IP-Adress-Management: IPAM
- Authentifizierung: RADIUS
- Konfiguration: TFTP
- Namensauflösung: DNS
- Datum und Uhrzeit: NTP

weitere Netzwerkdienste sind z. B.:
- Druckservice
- Nachrichtenservice (E-Mail)
- Anwendungsservice
- Datenbankservice